# The Clean
The Clean (с англ. — «Чистый») — новозеландская инди-рок-группа, образованная в Данидине в 1978 году. Их описывают как самую влиятельную группу, вышедшую с лейбла Flying Nun Records, который записывал многих исполнителей, связанных с Данидин-саундом, и одну из первых групп, которую можно описать как «инди-рок».
Возглавляемая братьями Хэмишем и Дэвидом Килгурами, группа сменила множество музыкантов, прежде чем остановилась на известном и самом продолжительном составе с Робертом Скоттом. Их название происходит от персонажа из фильма «Бесплатный проезд» по имени Мистер Чистый.

## Дискография
Смотри статью «Дискография The Clean» в англ. разделе.
- Vehicle (1990)
- Modern Rock (1994)
- Unknown Country (1996)
- Getaway (2001)
- Mister Pop (2009)